# Kampener Bach
Der Kampener Bach ist ein 2,5 km langer Bach in der Gemeinde Welle im Landkreis Harburg in Niedersachsen, der von links und Nordwesten in den Fuhlaubach mündet.

## Verlauf
Der Kampener Bach entspringt in einem Wald und Wiesengebiet nordwestlich von Kampen in Richtung Kampen. Er durchfließt als Wiesengraben ein paar Fischteiche und quert die K 65. Ab der K 65 ist der Wiesengraben erkennbar begradigt, verläuft durch den Ort Kampen und kreuzt in Kampen die K 66. Die letzten hundert Meter verlaufen parallel zur L 141, bevor er von Links und Nordwesten in den Fuhlaubach mündet.

## Zustand
Der Kampener Bach ist im gesamten Verlauf kritisch belastet (Güteklasse II-III).

## Befahrungsregeln
Wegen intensiver Nutzung der Este durch Freizeitsport und Kanuverleiher erließ der Landkreis Harburg 2002 eine Verordnung unter anderem für die Este, ihre Nebengewässer und der zugehörigen Uferbereiche, die den Lebensraum von Pflanzen und Tieren schützen soll. Seitdem ist das Befahren und Betreten des Kampener Bach ganzjährig verboten.